# Comasca, Giurgiu
Comasca este un sat în comuna Oinacu din județul Giurgiu, Muntenia, România. Satul a fost înființat pe la 1938,. și a fost desființat ca entitate distinctă în 1968, fiind oficial incorporat în satul Braniștea. El a fost reînființat în 2006.
Teritoriul actual al satului a făcut parte din Raiaua Giurgiu (Kaza Yergöğü) a Imperiului Otoman între anii 1417-1829. 